# Сантаквин (Јута)
Сантаквин (енгл. Santaquin) град је у америчкој савезној држави Јута.

## Демографија
По попису из 2010. године број становника је 9.128, што је 4.294 (88,8%) становника више него 2000. године.
| Група             | 2000.         | 2010.         |
| Белци             | 4.331 (89,6%) | 7.824 (85,7%) |
| Афроамериканци    | 8 (0,2%)      | 38 (0,4%)     |
| Азијати           | 8 (0,2%)      | 13 (0,1%)     |
| Хиспаноамериканци | 414 (8,6%)    | 1.098 (12,0%) |
| Укупно            | 4.834         | 9.128         |